# Sérgio Rodrigues (nadador)
Sérgio Geraldo de Alencar Rodrigues (Rio de Janeiro, 14 de fevereiro de 1930) é um nadador e jogador de polo aquático brasileiro, que participou de duas edições dos Jogos Olímpicos: uma como nadador (em 1948) e outra como jogador de polo aquático (em 1952).
É irmão de Talita de Alencar Rodrigues, nadadora da equipe olímpica de natação em 1948. Formado em direito, foi advogado e delegado de polícia no Rio de Janeiro, e conselheiro do Tribunal de Contas do Município do Rio de Janeiro.

## Trajetória esportiva
Praticava natação no Fluminense Football Club. Foi recordista brasileiro e sul-americano, em 1947, na prova dos 100 metros nado livre.
Participou dos Jogos Olímpicos de 1948 em Londres, nas provas dos 100 metros nado livre, não chegando à final da prova; e do revezamento 4x200 metros nado livre, junto com Willy Otto Jordan, Rolf Kestener e Aram Boghossian, quando terminaram em oitavo lugar.
Passou a jogar polo aquático e foi aos Jogos Olímpicos de 1952 em Helsinque, onde a equipe chegou em 13º lugar.
Foi também a campeão sul-americano, em 1955.